# August Berg (konstnär)
August Berg, född 18 maj 1885 i Ström, Jämtlands län, död 2 september 1924 i Östersund, var en svensk målare och tecknare.
Han var son till målarmästaren A.J. Berg och hans maka Matilda född Berg. Han studerade vid Konstakademien för Georg von Rosen och under studieresor till Paris. Tillsammans med Helmer MasOlle och Ante Karlsson-Stig ställde han ut i Östersund 1909 och tillsammans med Olof Ahlberg, Ante Karlsson-Stig och Pelle Nilsson i Stockholm 1910. Hans konst består av porträtt och lyriska landskapsbilder från Jämtland. Berg är representerad vid Nationalmuseum och Jämtlands läns museum. En minnesutställning med hans konst visades i Östersund 1945. August Berg är begraven på Östra begravningsplatsen i Östersund, .